# Dansarebacken
Dansarebacken är ett naturreservat i Karlstads kommun i Värmlands län.
Området är naturskyddat sedan 2011 och är 9 hektar stort. Reservatet består av blandskog inom två geografiskt skilda områden, varav det större är beläget vid Västra Örtens östra strand.